# Miguel Ángel Poblete
Miguel Ángel Poblete Poblete (Curicó, 27 de mayo de 1966 - Villa Alemana, 27 de septiembre de 2008) fue un místico chileno, también conocido como «el vidente de Villa Alemana» o «el vidente de Peñablanca».
Entre 1983 y 1988 afirmó haber recibido apariciones de la Virgen María bajo la advocación de la Dama Blanca de la Paz en el cerro El Membrillar (luego conocido como Monte Carmelo) de Peñablanca, al norte de Villa Alemana, 26 km al este de Viña del Mar.
En su momento, miembros de la Iglesia Católica acusaron que la difusión y propaganda de estas apariciones en realidad eran una operación encubierta de la dictadura de Pinochet para distraer la atención de la situación política y económica que atravesaba el país en 1983, argumento recurrente de quienes cuestionan estos eventos.
Tiempo después de terminadas las apariciones, Miguel Ángel Poblete, quien vivió buena parte de su niñez y adolescencia en hogares de menores, cambió de sexo tomando el nombre de Karole Románoff,
se alejó de quienes tuvieron contacto con él durante las apariciones y llevó una existencia errática los últimos años de su vida.
La diócesis de Valparaíso nunca reconoció como ciertas estas apariciones, pero ―como un gesto pastoral hacia los peregrinos― ha autorizado la realización de actos de culto en el lugar.

## Biografía

### Niñez y adolescencia
Miguel Ángel Poblete nació el 27 de mayo de 1966 en la ciudad de Curicó, 195 km al sur de Santiago de Chile, en la zona central del país. Su madre, María Rebeca Poblete Guerra, quien tenía 15 años de edad al momento de darlo a luz, lo inscribió como hijo natural el 6 de junio de 1966 bajo el número 1096 del Registro Civil. No se conoce la identidad de su padre.
A las dos semanas de nacido su madre lo abandonó en el Hospital de Curicó. Fue entregado al cuidado de Emelina Jara Constanzo, mujer caritativa de la ciudad que tenía una guardería para niños abandonados. Ella lo acoge en su hogar como un hijo más junto a sus hijos Érika, Adelaida y María Angélica (esta última también hija adoptiva). El esposo de Emelina, Juan Acevedo, de profesión contador, fue una figura paternal para Miguel Ángel Poblete durante algún tiempo hasta su fallecimiento. El fallecimiento, unido a las vicisitudes económicas, obligaron a Emelina a cerrar su guardería y trasladarse a la casa de su hija casada Érika en la ciudad de Santiago, llevando a Poblete ―que contaba ya con nueve años de edad― y a María Angélica. Tensiones con el marido de su hija fuerzan a Emelina a entregar al menor al hogar de menores Javiera Carrera, ubicado cerca de Farellones (70 km al oeste de Santiago), en la otrora Casa El Cañaveral, residencia de descanso del expresidente Salvador Allende. Allí Poblete ―acostumbrado hasta entonces a un hogar estable y cariñoso― conoce la violencia al sufrir el hostigamiento de los otros menores y la agresión sexual de parte de un funcionario del hogar llamado Walter. Todo esto lo llevó a tomar la determinación de huir del establecimiento. 
Miguel Ángel Poblete logró regresar con Emelina, pero ella lo colocó en el Hogar Bethel. Allí Poblete cursó junto a otros internos el 5.º año básico en la Escuela Pública n.º 176 de Macul, cuya directora, Julia Díaz, le tomó cariño y trató ―sin éxito― de colocarlo en un hogar de las Aldeas Infantiles SOS, razón por la cual lo debió entregar al hogar Galvarino, ubicado cerca del centro de Santiago. Julia Díaz interpuso una denuncia en el 6.º juzgado de menores por «abandono», según consta en el expediente n.º 3263. La jueza de menores Blanca Torres le confía el cuidado del menor, lo cual pudo concretizarse solo por algún tiempo, porque entregó a Poblete nuevamente a Emelina. Pensando que Julia Díaz lo había abandonado por mala conducta, lo entregó bajo la tuición del juzgado de menores, que lo hizo regresar al hogar Galvarino, donde pasó varios meses de malos tratos hasta ser reubicado en otro hogar denominado Realidad.
Allí sufrió un episodio de violencia cuando al acostarse fuera de la hora indicada a raíz de un dolor de cabeza, un funcionario del establecimiento no solo lo reprendió sino que le propinó un golpe de kárate en la zona del dolor. Fue llevado al Hospital Paula Jaraquemada (hoy Hospital Clínico San Borja Arriarán), donde se le diagnosticó fractura. Como reparación es enviado de regreso al hogar Javiera Carrera, que al cambiar de administración y ser asumido por una fundación religiosa pasa a llamarse Aldea de Hermanos. Miguel Ángel Poblete aceptó el traslado solo al saber que el funcionario que había abusado de él había abandonado el establecimiento. Lo anterior le permitió continuar estudios en la Escuela Particular n.º 629 San Juan de Kronstradt, donde por equivocación fue matriculado para cursar 8.º básico cuando le correspondía 6.º año.
El 30 de abril de 1980 Poblete sufre un accidente mientras se trasladaba a la escuela en el vehículo del hogar repleto de alumnos, el cual se desbarrancó tras el reventón de un neumático. El menor fue trasladado a la Posta Central de Santiago, diagnosticándole fractura en uno de sus brazos, fractura dorso lumbar y un TEC (traumatismo encefalocraneano). En junio volvió a la Aldea de Hermanos, enyesado e inmovilizado.
Pasada la convalecencia, le quitan el yeso juzgando ya había completado la rehabilitación. Sin embargo, Poblete queda con dolores a la columna que lo acompañarán de por vida. A consecuencia del extenso período de recuperación el muchacho reprueba el año escolar y le dan dos semanas de vacaciones en las que regresa con Emelina. Cansado por los malos tratos recibidos le informa que las vacaciones son por un mes al cabo de los cuales ella le indica a él que debe regresar a la Aldea de Hermanos, donde se había notificado su desaparición al 6.º juzgado de menores y lo busca un detective. A raíz de lo anterior finalmente es expulsado del establecimiento y retorna al hogar Galvarino donde nuevamente debe cursar 8.º año básico en la Escuela San Lázaro, ganándose la envidia de algunos internos por tener la posibilidad de estudiar. Al ser invitado por un compañero de escuela a su casa, solicita autorización la que le es concedida con la condición de regresar a más tardar a la medianoche. A pesar de llegar una hora antes de lo estipulado, la descoordinación entre los inspectores de turno ocasiona que estos últimos no le permitan entrar creyendo que se había fugado. Lo anterior lo deja sin rumbo fijo, pasa brevemente por el Hogar Bethel y cansado se presenta a una comisaría desde donde es derivado al 6.º juzgado de menores.
El 15 de junio de 1981 la Juez Sra. Blanca Torres, al confirmar que Miguel Ángel acudió a las autoridades por voluntad propia, no por haber cometido un delito ordenó el ingreso de este a la Casa de Menores de Santiago. Consultado en este establecimiento caso tiene algún conocimiento sobre su madre, responde que lo único que sabe es que había nacido en Curicó, ciudad donde es enviado para que sea ubicada su madre. Increíblemente es llevado a un recinto Juvenil Penal, a pesar de que jamás había cometido un delito. Transcurren cuatro meses y las diligencias resultaron infructuosas. Se escribe a Emelina, que sin saber de las irregularidades sucedidas piensa que Miguel Ángel ha adquirido mal comportamiento. Las autoridades deciden enviarlo nuevamente a la Casa de Menores en Santiago, donde ingresa por segunda vez el 29 de octubre de1981, permaneciendo allí casi ocho meses. El muchacho había ya perdido el año escolar, pero en 1982 asiste nuevamente al 8.º año básico en una escuela pública en calle Santa Rosa.
El 17 de junio de 1982 una orden judicial del 6.º juzgado de menores, que le consigna como «abandonado» lo envía al hogar Carlos Van Buren (hoy Instituto de menores Luis Amigó) en la comuna de Villa Alemana, 26 km al este de Viña del Mar.
Se puede considerar que esta fue la estadía más tranquila que tuvo de todos los establecimientos por los cuales debió pasar, continuó sus estudios de 8.º año básico en la Escuela de Peñablanca. El primer semestre de 1983 fue inscrito por los encargados del hogar en el Instituto CEA en la ciudad de Quilpué, donde toma un curso de peluquería.
Se conocen estos datos gracias a las declaraciones de la jueza del 6.º juzgado de menores Blanca Torres, registradas por la trabajadora social Mónica Díaz Bordeu, quien realizó una detallada investigación de los antecedentes de Miguel Ángel Poblete. Además, el propio joven contaba con un diario de vida donde ponía por escrito sus ideas.

### Comienzo de las apariciones
El domingo 12 de junio de 1983, Miguel Ángel Poblete tiene diecisiete años de edad. Los jóvenes del hogar Carlos Van Buren (en el barrio Peñablanca de Villa Alemana) son invitados a participar de un paseo junto a muchachas de un hogar ubicado en la cercana comuna de Limache. Debido a que el vehículo tenía capacidad limitada, se realiza un sorteo para elegir a seis internos que podrían asistir. Miguel Ángel y dos compañeros no quedan entre los seleccionados. Estos dos últimos proponen a Miguel Ángel Poblete otro programa: subir al cerro El Membrillar, a 25 minutos a pie desde el hogar de menores con la promesa de andar a caballo.
Los tres adolescentes suben al cerro. Sin embargo, la verdadera intención de los muchachos era aspirar neopreno con el fin de drogarse. Años más tarde, Miguel Ángel Poblete afirmaría que él se había sentido molesto por la propuesta de sus amigos, y que entonces se habría apartado de ellos y se habría entretenido mirando el paisaje del cerro.
De improviso observó una pequeña nube, blanca y luminosa alrededor de un arbusto. Asombrado por esta insólita visión huye, pero es detenido por una voz femenina que lo llama por su nombre:
―¡Miguel Ángel, Miguel Ángel!
Mira hacia atrás, se devuelve un poco y ve a una niña:
―¡Ave María Purísima!
―Sin pecado concebida ―contestó ella.
Vio claramente que sobre el arbusto había una hermosa niña flotando de pie, vestida de blanco, con un manto azul sobre los hombros y un rosario en la cintura.
―Diles a tus amigos que boten la droga.
Los amigos, que estaban a pocos metros del lugar, afirmaron que no vieron ni oyeron nada, pero obedecieron al instante.
Miguel hizo como si estuviera charlando animadamente con alguien invisible. Según él, la Virgen lo había invitado a regresar al día siguiente.
Ese fue comienzo de todas las apariciones.
A raíz del relato de esta primera aparición, se acusó a Miguel Ángel Poblete de haber tenido una visión delirante debido al consumo de neopreno. Sin embargo, años más tarde Poblete afirmó que al bajar del cerro le habían realizado un exhaustivo examen médico, que habría descartado que Poblete estuviera bajo los efectos del neopreno.

### Fenómenos durante las apariciones
Entre 1983 y 1988, Chile se conmovió ante las presuntas apariciones de la Virgen María en el cerro El Membrillar de Peñablanca, que posteriormente ―según Poblete, a pedido de la Virgen María― pasó a denominarse Monte Carmelo.
Los primeros en tener noticia de las «visiones» de Miguel Ángel Poblete fueron los vecinos del lugar. Con el correr de los días la noticia fue divulgada por los medios de comunicación, lo que permitió que miles de personas de todos los puntos del país acudieran al lugar.
Se estima que el 29 de septiembre de 1983 concurrieron unas 100 000 personas.
Las apariciones marianas, que entre 1983 y 1988 fueron alrededor de 500, se producían en diferentes días y horas incluso de la noche. La mayoría tuvieron lugar en el monte, otras en otras localidades tales como Ocoa,  Quilpué, incluso fuera de Chile en Nueva York, Roma y algunas en hogares particulares de Quilpué y Santiago.
Los éxtasis de Poblete ocurrían junto un olivo donde él afirmaba que se le presentaba la Virgen María, a veces se desplazaba por diferentes partes del cerro «siguiendo a la visión» de forma similar a lo observado en las niñas de Garabandal, en España durante la década de 1960. Caía bruscamente de rodillas o curvaba su espalda, posición difícil para él debido a la lesión sufrida al volcarse el bus donde viajaba junto a otros menores de uno de los hogares donde vivió. Podía levantar a personas de gran peso para que fuesen bendecidas por la Virgen; sostuvo una vela cuya llama le lamía el mentón o al clavarle alfileres en su piel no manifestaba molestia alguna o al frotar ramas de espino.
Transmitía en éxtasis mensajes en idiomas que no conocía, incluso en dialectos como el patois, propio de la región montañosa de Francia donde se ubica el santuario de Lourdes.

Dice nuestra Madre: «Si el pueblo chileno insiste en la violencia, vendrán días muy amargos. El marxismo está construyendo una torre y tratan [sic, por «trata»] de llevar muchas almas a la perdición.
Miguel Ángel Poblete (17), 
13 de junio de 1983

En ocasiones abría la boca para recibir la comunión que se materializó en su lengua, incluso con manchas o cruces de sangre, fenómeno registrado por las cámaras fotográficas de numerosos testigos. 
En 1984, aparecían repentinamente heridas en el cuero cabelludo de Miguel Ángel, como la corona de espinas de Jesucristo según los descubrimientos realizados a partir de la Sábana Santa de Turín. Estas heridas Varios médicos revisaron las heridas, dos de ellos dermatólogos: Alan Rojas Canala (docente de Dermatología en la Universidad de Chile) y Carla Hieber (profesional alemana radicada en Chile quien tuvo oportunidad de conocer en su país a la estigmatizada Teresa Neumann [1898‑1962] .b
El sacerdote Fernández desacreditó ante medios de comunicación ambos fenómenos explicando que las comuniones no eran sino redondelas de plástico, y los estigmas eran globitos con pintura que se reventaban al dar al joven golpecitos en su cabeza. Sin embargo, en el programa de televisión Alfombra roja de Canal 13 al ser confrontado por el periodista de la localidad de Limache José Molina Briones, reconoció que al ocurrir ambos sucesos ya había abandonado la investigación y trasladado a Ecuador, por lo tanto no pudo verificar su autenticidad. 
Igualmente se observaron fenómenos tales como
- movimientos en el Sol
- figuras sagradas en las nubes.
- rayos luminosos
- lacrimaciones de estatuas de la Virgen.

Los mensajes que Miguel aseguraba recibir de la Virgen, Jesús y los ángeles trataban sobre la vida cristiana, el sacerdocio y la oración. Hubo mensajes dirigidos a Chile y al mundo.
Para propiciar la construcción de un santuario en el cerro en abril de 1985, tres devotos de la aparición ―Alejandro Cifuentes (ingeniero civil), Alan Rojas (médico dermatólogo), Álvaro Barros (arquitecto) y Jorge Aravena Toledo (contador)― que anteriormente no se conocían pero que asistían desde los inicios a las apariciones fundaron la Fundación Montecarmelo.

### Investigaciones de la Iglesia y otros
Ante el revuelo suscitado por las apariciones, en septiembre de 1983 Monseñor Francisco de Borja Valenzuela, obispo de Valparaíso, decidió inmediatamente examinar el fenómeno. Con tal fin designó en calidad de investigador al sacerdote Jaime Fernández Montero (1932‑2016), de los Padres de Schönstatt. Al ser consultado por la prensa sobre lo que ocurría en Peñablanca el obispo Valenzuela parafraseó una sentencia de Gamaliel en los Hechos de los Apóstoles:

Si este fenómeno no es de Dios, pasará. Si esto es de Dios, ¿quiénes somos nosotros para borrarlo?

Simultáneamente, la Central Nacional de Informaciones (CNI), órgano de seguridad del gobierno de Augusto Pinochet, inició una investigación considerando la cantidad de personas que acudían a las apariciones además de ciertos mensajes que el muchacho aseguraba haber recibido de la Virgen María, tales como «Odiar el comunismo, pero amar al comunista», la advertencia de un baleo a Pinochet y el asesinato de una autoridad de gobierno.
Por tanto, la CNI envió cautelosamente funcionarios a sondear el lugar ante la sospecha de algún movimiento de agitación de masas. Tanto la comisión eclesiástica como la enviada por la CNI actuaron con total desconfianza una de la otra. Cabe señalar que el 30 de agosto de 1983 se perpetró el atentado al general Carol Urzúa y tres años después, el 7 de septiembre de 1986 ocurrió el atentado contra Augusto Pinochet.
El padre Fernández asistió al cerro el 29 de septiembre de 1983, cuando acudieron cerca de 100 000 personas, quedando impresionado por la afluencia de peregrinos. Al ser entrevistado dos días después señaló: «Esto lo despacho en un mes», y al ser consultado sobre Miguel Ángel se refirió a él como «un niño tranquilo».
Tres días después, el sacerdote recibió una amenaza de muerte si decía que la aparición era falsa.
El 7 de octubre de 1983 el obispo de Valparaíso emite una declaración negativa, prohibiendo además la realización de actos de culto en el lugar. El investigador aseguró haber recibido antecedentes que todo sería un montaje preparado con el fin de distraer a la opinión pública de las Jornadas de Protesta iniciadas por la oposición a la dictadura de Pinochet.
Tras esta declaración sumada a los descubrimientos del sacerdote, los medios de comunicación que antes informaban lo que ocurría en Peñablanca con imparcialidad, adquirieron una actitud crítica, muchas veces sarcástica. Miguel Ángel fue tildado de drogadicto y megalomaníaco; las personas que asistían al monte de ser víctimas de histeria colectiva.
Aclarado el presunto fraude, todo pudo haber concluido ahí. Sin embargo fieles continuaron acudiendo al lugar donde Miguel Ángel continuaba teniendo apariciones y se aseguraba ocurrían sucesos inexplicables. Las precipitadas conclusiones de la primera comisión motivaron a los creyentes en la aparición a solicitar al obispado una nueva investigación, la cual se encargada en agosto de 1984 a cinco docentes de la Pontificia Universidad Católica de Valparaíso,
Pedro Garcés Troncoso (profesor de religión),
Kamel Harire Seda (teólogo),
Gonzalo Ulloa Rubke (licenciado en Filosofía y Educación),
Carlos Wärner Olavarría (doctor en física) y
Atilio Almagiá Flores (profesor de biología).
Se acusa que dichos expertos concurrieron en escasas oportunidades al Cerro y su estudio habría estado basado en reafirmar las premisas de la investigación anterior.
El informe de esta segunda comisión investigadora se hizo público el 21 de agosto de 1984, reiterando que no había suficientes antecedentes para considerar el origen del evento como sobrenatural. Continúa la tesis de un montaje aunque sin verificar con claridad la identidad de sus autores y se acusó al vidente de extravagancia y teatralidad. Monseñor Valenzuela hizo suyo este informe con una declaración emitida el 4 de septiembre de 1984.
Sin cambiar su juicio, durante una entrevista concedida en noviembre de 1983 Monseñor Valenzuela reconoció un aumento en la piedad de los fieles.
La prohibición de celebrar misa en el Monte Carmelo fue respetada rigurosamente. En 1994, monseñor Jorge Medina Estévez, sucesor de Valenzuela como obispo de Valparaíso, realizó una discreta visita al lugar considerando que allí acudían fieles a orar y manifestar su devoción a la Virgen María. Ante la solicitud de algunos devotos que pudieran oficiarse misas, realizó una consulta al Dicasterio para la Doctrina de la Fe, cuyo prefecto era entonces el cardenal Joseph Ratzinger ―más tarde papa Benedicto XVI―, quien concedió la autorización recomendando que el sacerdote designado no se pronunciara sobre las apariciones.
De esta manera Medina emitió un decreto en el cual, manteniendo el juicio sobre las apariciones, permitía la celebración mensual de la misa en el santuario por un sacerdote designado por la Diócesis de Valparaíso, autorización vigente hasta la actualidad, congregando en el recinto cada primer sábado de mes a fieles venidos no solo de los alrededores sino de otras regiones de Chile, incluso del extranjero.

### Controversias

#### Participación de la CNI
El argumento preferido por los detractores de las apariciones apunta a que las presuntas apariciones marianas serían una operación encubierta de la dictadura militar de la época para desacreditar a la jerarquía católica chilena (crítica con el régimen en esos años) y desviar la atención de la opinión pública de las Jornadas de Protesta iniciadas por la oposición a la dictadura de Pinochet. Se nombra a la Central Nacional de Informaciones (CNI) como también a la Armada de Chile como autores del presunto fraude.
Otros señalan a civiles con cargos dentro del gobierno como Francisco Javier Cuadra o el entonces ministro del Interior Sergio Onofre Jarpa quienes en su momento desmintieron cualquier responsabilidad.
La cantidad de personas que se reunían en el Monte Carmelo para asistir a las apariciones cuando toda reunión masiva estaba restringida, más algunos mensajes que Miguel Ángel aseguraba recibir de la Virgen sobre un futuro atentado a Pinochet y el asesinato de una autoridad de Gobierno despertaron la atención de la CNI, que envió discretamente agentes al lugar de las apariciones para investigar. Su presencia fue notada por El Padre Jaime Fernández Montero, quien asistió solamente a una aparición notó su presencia, sumado a que recibió una amenaza de muerte en caso de declarar que la aparición era falsa. 
Fernández afirmó la existencia de signos sospechosos tales como la utilización de transmisores de radio y aviones de la Base aérea de El Belloto que formaban las figuras que aparecían en las nubes. No obstante, Mario Ávila Lobos, general en retiro de la Fuerza Aérea de Chile explicó, al ser consultado sobre el tema, que el único destacamento capacitado para realizar una maniobra de dicha envergadura es la escuadrilla Halcones, para demostraciones acrobáticas. La utilización de estos con fines ajenos a los referidos es restringido, requiere de alto entrenamiento y reviste un costo elevado.
El sacerdote acusó también la presencia de una camioneta sin patente que traía los parlantes para la amplificación. Sin embargo, dicho vehículo fue adquirido por una señora de nombre Teresa Casanova Lambert con la finalidad de subir una amplificación al cerro.
Asimismo, el sacerdote señaló disponer de las identidades de las personas involucradas en el fraude, las que ocupaban puestos de importancia y se encontraba también un exsacerdote agustino. Pese al retorno a la democracia en Chile en 1990, el Padre Jaime Fernández falleció en 2016 sin revelar tales nombres.

#### Extravagancias e inventos del vidente
Se acusó a Miguel de llevar una conducta extravagante, a raíz de un supuesto episodio donde habría celebrado el «cumpleaños» de la Virgen María (el santoral católico celebra el 8 de septiembre la Natividad de la Virgen) en el cerro El Membrillar, emergiendo de un enorme pastel trasladado por sus seguidores.
El 12 de junio de 1984 se realizó un encuentro de oración en el Monte Carmelo para conmemorar el primer aniversario de las apariciones, al cual se invitó a través de los diarios, propiciando la asistencia de periodistas.
Una comprometida devota tuvo la idea de llevar al Cerro una gran torta adornada con flores, coronada por una vela en honor a la Virgen. En medio de la actividad, sin previo aviso, apareció un grupo de personas trayendo en andas una torta hecha con cartón y madera de un metro de altura de cuyo interior no emergió el vidente sino un niño disfrazado de ángel, lo cual está registrado en fotografías. 
Igualmente se planteó que Miguel Ángel inventaba mensajes o los sacaba de la Biblia u otras apariciones, conocimientos que el joven no tenía, tampoco en la época existían los medios suficientes para que él tuviera conocimiento sobre apariciones que habían tenido lugar en otros lugares del mundo. No tenía una adecuada formación religiosa fuera de los escasos rudimentos que aprendió durante su estancia en casa de Emelina.
En el clero chileno causó escándalo un mensaje recibido por Poblete de la Virgen María hablando de "cloacas en el clero". Mensaje que no era nuevo sino ya había sido recibido antes por los videntes de La Salette en 1846 y Garabandal en 1962. Pese al rechazo de las autoridades eclesiásticas a las apariciones y este mensaje, a partir del año 2000 comienzan a aparecer denuncias de casos pederastia y abusos sexuales de sacerdotes, que en Chile hicieron crisis durante 2010 y 2018. Curiosamente, uno de los sacerdotes que se refirió de forma más virulenta hacia lo que sucedía en Peñablanca fue Fernando Karadima, denunciado y finalmente expulsado del estado clerical por el Papa Francisco en 2018, al ser comprobados los abusos perpetrados por él a jóvenes de su parroquia.
El 12 de junio de 1988 tuvo lugar la última aparición de la Virgen María en el Monte Carmelo, con presencia de peregrinos llegados de distintos lugares del país y del extranjero. 

### Deserción y cambio de sexo
Tras el término de las apariciones, Miguel Ángel Poblete viajó a Lima (Perú) y se realizó un tratamiento hormonal que consistió en la aplicación de inyecciones de estrógenos. Vivió en Lima durante dos años con el dinero que había recaudado mediante sus apariciones.
En 1990, Poblete retornó a Villa Alemana con un evidente cambio físico, causando impacto y desconcierto entre los creyentes, que ―pese a haber sido previamente advertidos por la Virgen a través de Poblete― no daban crédito a lo que veían.
Por aquel tiempo, en Chile se estaba efectuando un cambio político importante. El país pasaba de un gobierno militar a una democracia. Eran los primeros cuatro años de transición y aún estaba en vigencia una ley que impedía que Miguel Ángel usara vestimentas femeninas más acordes a su nueva identidad, pues era considerado un delito llamado «travestismo». Para no ser arrestado y poder usar ropa de mujer, Miguel debía cambiar todos sus registros públicos, por esa razón, no le quedó más remedio que demostrar que siempre había sido una mujer y que al nacer había sido mal catalogado. Para ello, Miguel exhibía dudosos exámenes médicos que probaban su identidad femenina.
La extraña propuesta fue acogida y festinada por prensa y gobierno, quienes encontraban en esta batalla una expresión de liberación justificada ante los represivos años del gobierno saliente. La nueva apariencia de Miguel comenzó a ser tema recurrente en la prensa escrita y en los programas de televisión, situación que lo indujo a colocarse un nombre igual de mediático: Karole Románov.
A pesar de estas evidentes modificaciones físicas, Poblete negó cualquier intervención quirúrgica o alteración en su vida asegurando que «había nacido mujer». En 2002 declaró en una entrevista: «Chile me mató porque me llevaron a un mundo de nada, a un mundo que yo no quería. Me usaron y después me abandonaron».

### Últimos días y muerte
En sus últimos días de vida Miguel Ángel Poblete, ya convertido en Karole Románov y alejado de todos quienes tenían relación con él durante la época de las apariciones, residía en Villa Alemana asegurando seguir recibiendo mensajes celestiales de origen dudoso acompañado de un hermético y organizado grupo de seguidores denominado «Apóstoles de los últimos tiempos», compuesto de 50 o más personas mayoritariamente adultos mayores que visten un uniforme color púrpura y se encuentra inscrito en el Servicio de Registro Civil e Identificación de Chile. Esta entidad no tiene ningún vínculo con los fieles que hasta el presente continúan asistiendo al Monte Carmelo de Peñablanca desde distintos lugares del país, incluso del extranjero y siguen difundiendo los hechos sobrenaturales acaecidos los años 1983 a 1988.
Miguel Ángel padeció de un severo alcoholismo que arrastró durante años y le produjo un cáncer hepático que obligó a internarlo de gravedad en el Hospital de Peñablanca donde permaneció acompañado por su grupo de seguidores que no dejaban que nadie se acercara, ni siquiera un sacerdote con el fin de administrarle los sacramentos, cosa que con astucia logró realizar un sacerdote del lugar que conocía a Poblete desde la época de las apariciones. Finalmente, el sábado 27 de septiembre de 2008, a los 42 años, falleció en Villa Alemana a raíz de una hemorragia digestiva que derivó en un síndrome hepático renal avanzado.
Su cuerpo fue velado por cerca de 48 horas en la parcela que mantenía en Peñablanca. Un día después de su muerte, una de sus seguidoras le infligió un profundo corte en la muñeca para comprobar que efectivamente estuviera muerto, procedimiento que él mismo en vida había solicitado, porque afirmaba que sufría de catalepsia.
Finalmente, fue sepultado en el Cementerio General de Santiago, en compañía de seguidores. 

El 8 de agosto de 2024, la Fundación Monte Carmelo hizo trasladar sus restos al Cementerio Parroquial de Quilpué.

## Legado en la cultura popular chilena
La imagen de Miguel Ángel Poblete o Karole Románov se ha convertido en un ícono de la cultura popular chilena.
En la literatura su historia ha sido retratada en el libro de crónicas de Pedro Lemebel, Loco afán: crónicas de sidario (1996),
en uno de los episodios de la novela El tarambana (2011) de Yosa Vidal,
en el cuento de Simón Soto «Tocaré con mi mano sagrada sus cabezas» (parte del volumen Cielo negro, 2011) y
en la novela Ruido (2012) de Álvaro Bisama.
Inspiró también las obras de teatro Miguel, un ángel para Chile (2009) de la compañía teatral El Cielo,
y M. A. héroe de Peñablanca (2013) de la compañía La Santa
y la película La pasión de Michelangelo (2013) dirigida por Esteban Larraín.